# (99942) Апофис
(99942) Апо́фис (лат. Apophis) — астероид, сближающийся с Землёй, открытый в 2004 году в обсерватории Китт-Пик в Аризоне. Предварительное название 2004 MN4, собственное имя получил 19 июля 2005 года. После прохождения астероида мимо Земли в 2013 году специалисты лаборатории реактивного движения НАСА заявили, что возможность столкновения с Землёй в 2029 году исключена, а в 2036 году — чрезвычайно маловероятна.

## Название
Астероид назван в честь древнеегипетского бога Апопа (в древнегреческом произношении — Άποφις, Апофис) — огромного змея-разрушителя, который живёт в темноте подземного мира и пытается уничтожить Солнце (Ра) в течение его ночного перехода. Выбор такого названия не случаен, так как по традиции малые планеты называют именами греческих, римских и египетских богов. Открывшие астероид учёные Д. Толен и Р. Такер предположительно назвали его в честь отрицательного персонажа из сериала «Звёздные врата: SG-1» Апофиса, также взятого из древнеегипетской мифологии. В результате сближения с Землёй в 2029 году Апофис изменит свою орбиту.

## Орбита и тесные сближения
Астероид относится к группе атонов и сближается с орбитой Земли в точках, приблизительно соответствующих 13 апреля (в диапазоне 11—14 апреля) и 15—16 октября. По новым данным Апофис приблизится к Земле в 2029 году на расстояние 38 400 км от центра Земли (по другим данным: 36 830 км, 37 540 км, 37 617 км). После проведённых радарных наблюдений возможность столкновения в 2029 году была исключена, однако ввиду неточности начальных данных существовала вероятность столкновения данного объекта с нашей планетой в 2036 году и последующих годах. Различные исследователи оценивали математическую вероятность столкновения как 2,2⋅10−5 и 2,5⋅10−5. Также была теоретическая возможность столкновения и в последующих годах, однако она существенно ниже вероятности в 2036 году.

Туринская шкала

По Туринской шкале опасность в 2004 году была оценена в 4, однако сохраняла уровень 1 до августа 2006 года, когда её понизили до 0.
В октябре 2009 года были опубликованы позиционные наблюдения астероида, сделанные на обсерваториях Мауна-Кеа и Китт-Пик на двухметровых телескопах в период с июня 2004 по январь 2008 года. Спустя некоторое время, с учётом новых данных, учёными Лаборатории реактивного движения (подразделение НАСА) был проведён перерасчёт траектории движения небесного тела, который позволил существенно снизить уровень астероидной опасности Апофиса. Если раньше предполагалось, что вероятность столкновения объекта с Землёй составляет 1:45 000, то сейчас этот показатель снизился до 1:250 000.
После того, как астероид 9 января 2013 года сблизился с Землёй до расстояния в 14 млн 460 тыс. км (что составляет меньше десятой части расстояния до Солнца), оказалось, что объём и масса Апофиса на 75 % больше, нежели считалось раньше.
В 2013 году учёные НАСА опровергли возможность столкновения астероида с Землёй.
В 2029 году при максимальном сближении с Землёй блеск Апофиса достигнет видимой звёздной величины 3,1m, то есть будет виден невооружённым глазом. 13 апреля 2029 года астероид пройдёт на высоте 31 000 км над поверхностью Земли и станет таким же ярким, как звёзды в созвездии Малая Медведица.

## Характеристики
Новые данные об астероиде Апофис получены при помощи космической обсерватории «Гершель». Согласно предыдущим оценкам, диаметр Апофиса предположительно составлял 270 ± 60 метров. По уточнённым данным, он составляет 325 ± 15 метров. 20-процентный рост диаметра даёт более чем 70-процентный рост объёма и (при условии гомогенности) массы небесного тела. Апофис отражает только 23 % падающего на его поверхность света.

## Гипотетические последствия падения

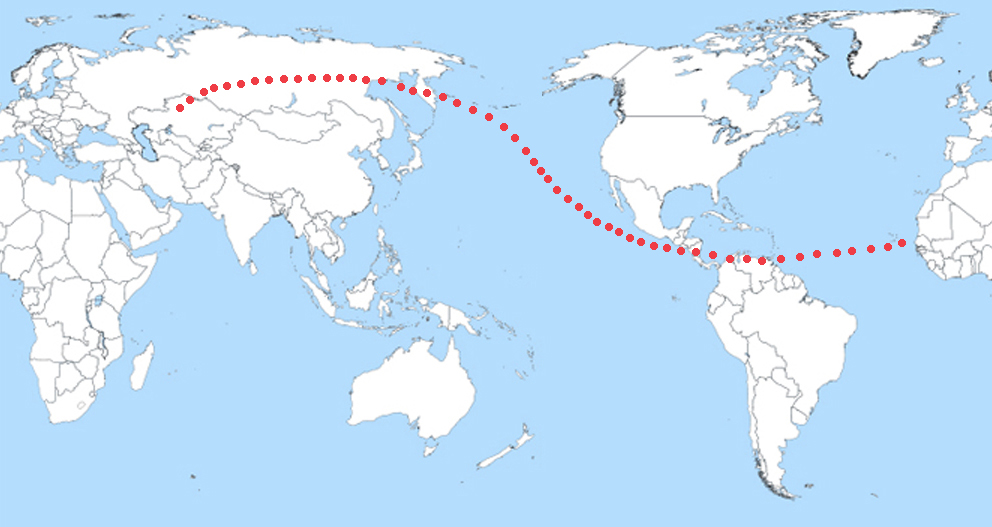
Расположение возможных мест падения Апофиса, если бы он столкнулся с Землёй в 2036 году

Первоначальная оценка НАСА для тротилового эквивалента взрыва при падении астероида составляла 1480 мегатонн (Мт), позже, после уточнения размеров, её снизили до 880, а потом до 506 Мт. Для сравнения: энерговыделение при падении Тунгусского метеорита оценивается в 10—40 Мт; взрыв вулкана Кракатау в 1883 году был эквивалентен примерно 200 Мт; энергия взрыва термоядерной авиационной бомбы АН602 (она же «Царь-бомба») на ядерном полигоне «Сухой Нос» (73°51′ с. ш. 54°30′ в. д.) 30 октября 1961 года по разным данным составила от 57 до 58,6 мегатонны тротилового эквивалента; энергия взрыва ядерной бомбы «Малыш» над Хиросимой 6 августа 1945 года по разным оценкам составляет от 13 до 18 килотонн.
Эффект взрыва может варьироваться в зависимости от состава астероида, а также места и угла удара. В любом случае взрыв причинил бы огромные разрушения на территории площадью в тысячи квадратных километров, но не создал бы долгосрочных глобальных эффектов, подобных «астероидной зиме».
Согласно проведённому моделированию последствия падения астероида Апофис на Землю могли быть следующими (исходя из диаметра 270 метров, плотности 3000 кг/м3, скорости входа в атмосферу 12,6 км/с):
- Энергия столкновения с Землёй — порядка 1000[12] (по оценке НАСА (2017) — 1200)[8] мегатонн в тротиловом эквиваленте.
- Высота разрушения[прояснить] — 49,5 км.
- Диаметр окончательного кратера — 5,97 км.

| Расстояние | Магнитуда землетрясения | Скорость ветра | Разрушения                                                                |
| ---------- | ----------------------- | -------------- | ------------------------------------------------------------------------- |
| 10 км      | 6,5                     | 792 м/с        | Обрушение укреплённых зданий, обрушение тоннелей в метро, трещины в земле |
| 50 км      | 5,6                     | 77,8 м/с       | Разрушение неукреплённых зданий, разрывы трубопроводов                    |
| 120 км     | 4,9                     | 44,7 м/с       | Падение мебели, штукатурки, незначительные последствия                    |

В случае падения в моря или крупные озёра, например, такие как Онтарио, Мичиган, Байкал или Ладожское, не обошлось бы без разрушительного цунами. Все населённые пункты, расположенные на расстоянии до 3—300 км, в зависимости от рельефа области падения, были бы уничтожены полностью.
В связи с уточнёнными данными по размеру, который оказался несколько больше, последствия удара могли быть более разрушительными.

## Исследования космическими аппаратами
Согласно предложениям учёных, для уточнения траектории, состава и массы астероида необходимо отправить к нему автоматическую межпланетную станцию (АМС), которая произведёт необходимые исследования и установит на нём радиомаяк для прецизионного измерения изменений его координат во времени, что позволит более точно вычислить элементы орбиты, гравитационные возмущения орбиты со стороны других планет, и, тем самым, лучше спрогнозировать вероятность столкновения с Землёй.
В 2008 году американское «Планетное общество» (Planetary Society) провело международный конкурс проектов по отправке на Апофис небольшой АМС для траекторных измерений астероида, в котором приняли участие 37 институтских и прочих инициативных коллективов из 20 стран мира. Европа (ЕКА) рассматривала Апофис как одну из целей проекта АМС «Дон Кихот». Роскосмос и ИКИ РАН изучали возможность отправке на Апофис АМС со спускаемым аппаратом «Апофис-П» и по возврату грунта астероида «Апофис-грунт».
В 2022 году NASA сообщило, что Апофис выбран целью расширенной программы автоматической межпланетной станции OSIRIS-REx, изначально предназначенной для доставки на Землю образцов грунта с астероида Бенну. После завершения основной миссии в сентябре 2023 года OSIRIS-REx в рамках программы был направлен к Апофису, достичь которого планируется в 2029 году. Запланированы выход на орбиту вокруг астероида и его исследования на протяжении 18 месяцев.
Европейское космическое агентство в рамках собственной программы планетарной защиты планирует к февралю 2029 года отправить к Апофису миссию RAMSES (Rapid Apophis Mission for Space Safety), который будет нести на борту два кубсата. Решение о начале проекта RAMSES должно быть принято к ноябрю 2025 года.

## Ликвидация возможной угрозы
Один из самых экзотичных вариантов предполагал, что Апофис следует завернуть в плёнку с высокой отражающей способностью. Давление солнечного света на плёнку изменит орбиту астероида.
Роскосмос рассматривал возможность создания своего проекта по спасению Земли от падения астероида. Бывший глава Роскосмоса Анатолий Перминов после встречи с неназванным учёным: 
Мы в ближайшее время проведём закрытое заседание нашей коллегии, научно-технического совета и посмотрим, что можно сделать. Математические расчёты, которые он (учёный) представил, показывают, что можно сделать в установленные сроки космический аппарат со специальным предназначением, который позволит избежать этого столкновения…
…астероид не планируется уничтожать. Никаких ядерных взрывов, все за счёт законов физики. Будем рассматривать.
…Речь идёт о жизни людей. Лучше заплатить несколько сот миллионов долларов и сделать такую систему, которая не позволит довести до столкновения, нежели ждать, когда это произойдёт, и погибнут сотни тысяч людей.
В дальнейшем к этому проекту планировалось подключить другие страны, однако в связи с опровержением вероятности возможного столкновения развиваться проект, скорее всего, не будет.

## Заявление НАСА
НАСА практически полностью исключило возможность столкновения Апофиса в 2036 году с Землёй. Такой вывод был сделан на основании данных, собранных несколькими обсерваториями во время пролёта Апофиса на расстоянии в 14,46 миллиона километров от Земли 9 января 2013 года.

Шансы, что столкновение произойдёт, составляют теперь менее одного на миллион, что позволяет нам достаточно уверенно сказать, что мы практически исключаем столкновение Апофиса с Землёй в 2036 году.
— Дон Йеоманс (руководитель подразделения лаборатории по исследованию объектов, сближающихся с Землёй)
По первоначальным (до прохождения астероида мимо нашей планеты) оценкам, вероятность столкновения Апофиса с Землёй в 2029 году составляла 2,7 %.
Также ранее учёные полагали, что после тесного сближения с Землёй в 2029 году орбита Апофиса может измениться, что приведёт к повышению риска столкновения его с нашей планетой в 2036 году во время следующего сближения. Теперь и эта вероятность практически полностью исключена.

## В массовой культуре
- В компьютерной игре Rage астероид Апофис врезается в Землю 13 апреля 2029 года, в результате чего в течение первых суток погибает 5 млрд человек. Перед катастрофой лучшие политики, учёные и военные лидеры были помещены в специально построенные крио-ковчеги. Ковчеги должны выйти на поверхность с хранимым человеческим грузом, когда нанесённые Апофисом повреждения пройдут.
- «99942» — второй студийный альбом немецкой метал-группы I Spit Ashes. Первая песня альбома носит название «Apophis King»[35].